# Rehberger Graben

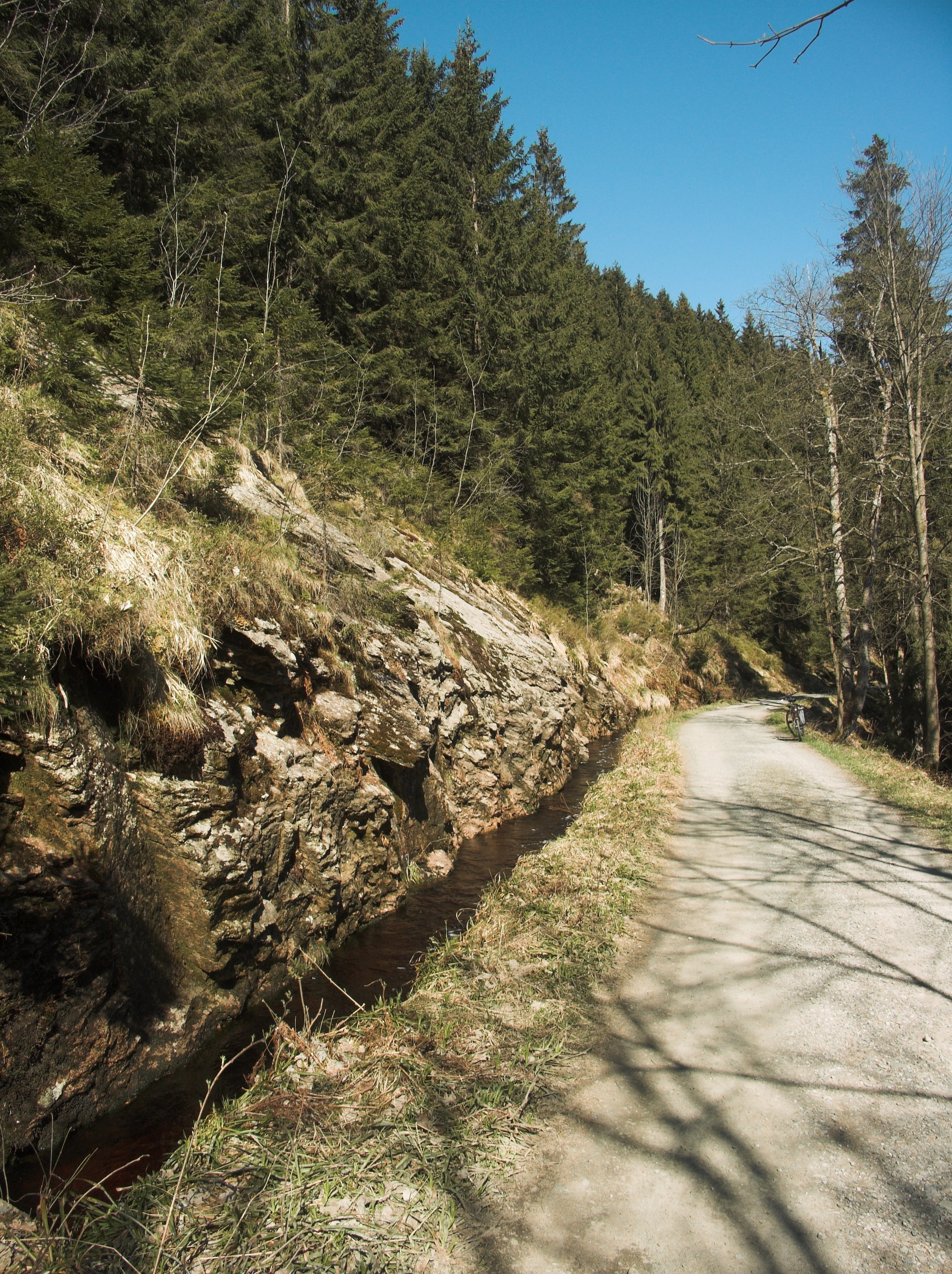
Rehberger Graben und Grabenweg

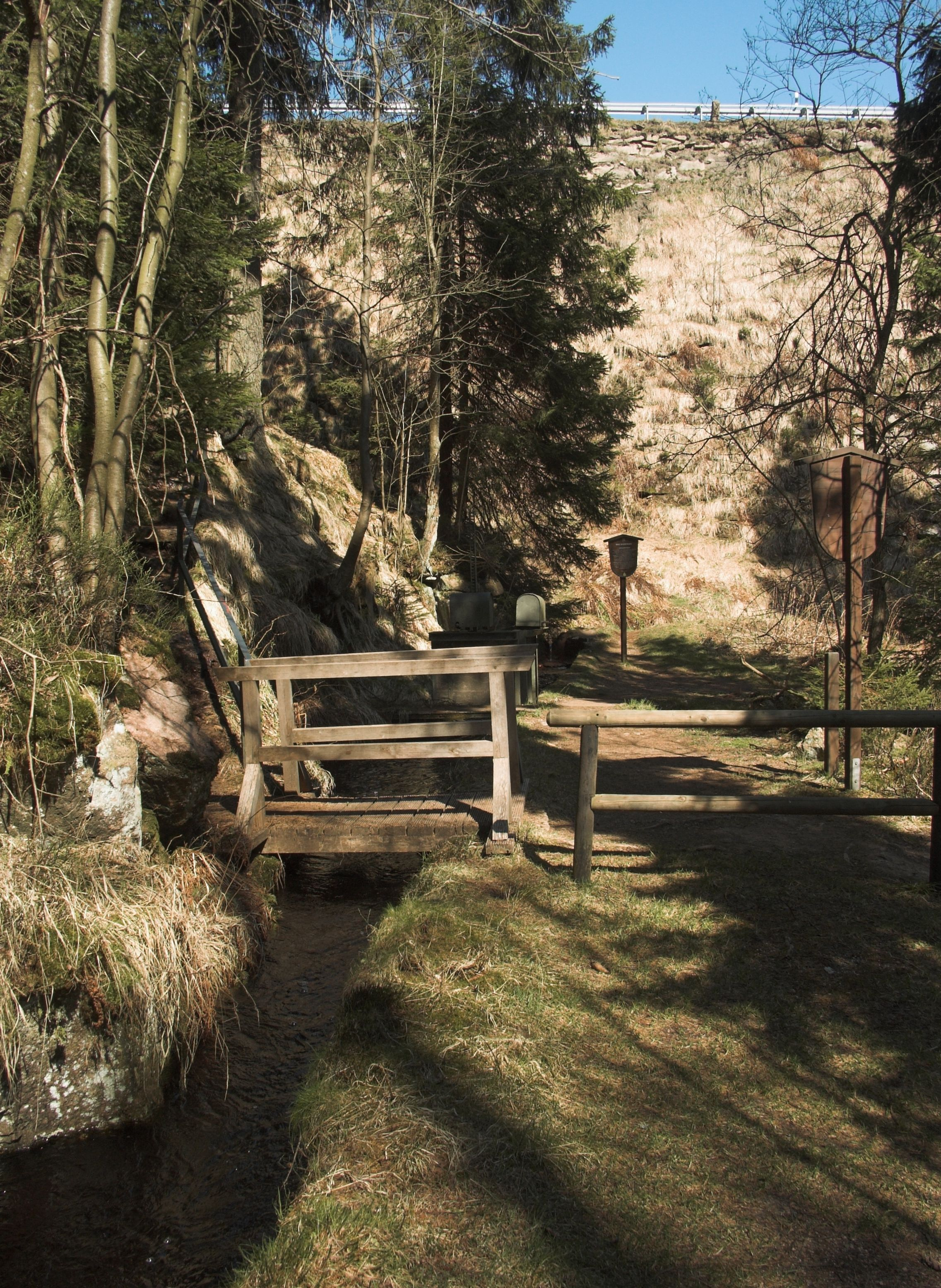
„Quelle“ des Grabens unterhalb der Staumauer des Oderteiches

Verlauf des Rehberger Grabens

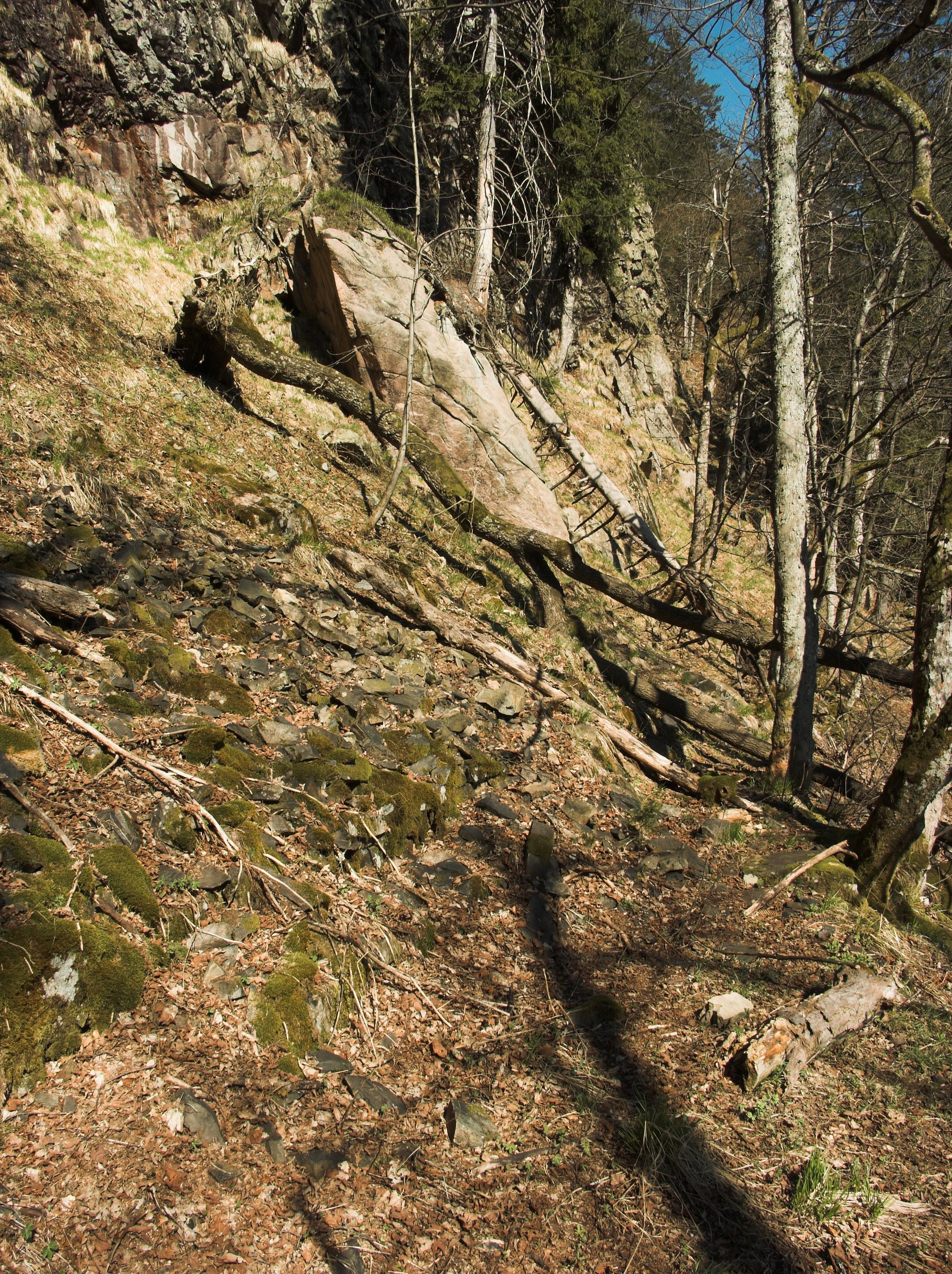
Trasse des alten Grabens oberhalb des Goetheplatzes

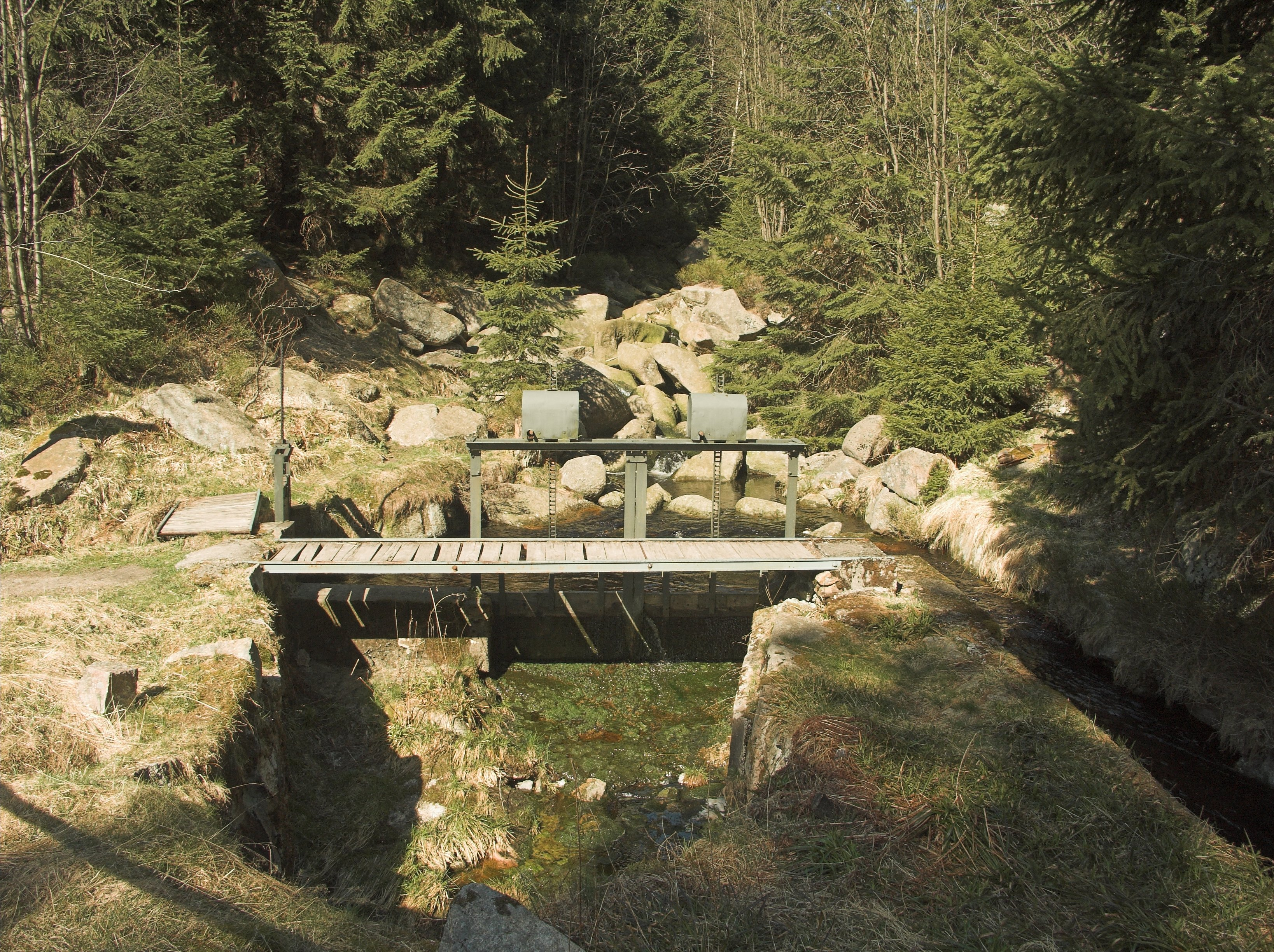
Zufluss der „Hühnerbrühe“ nahe dem Oderteich

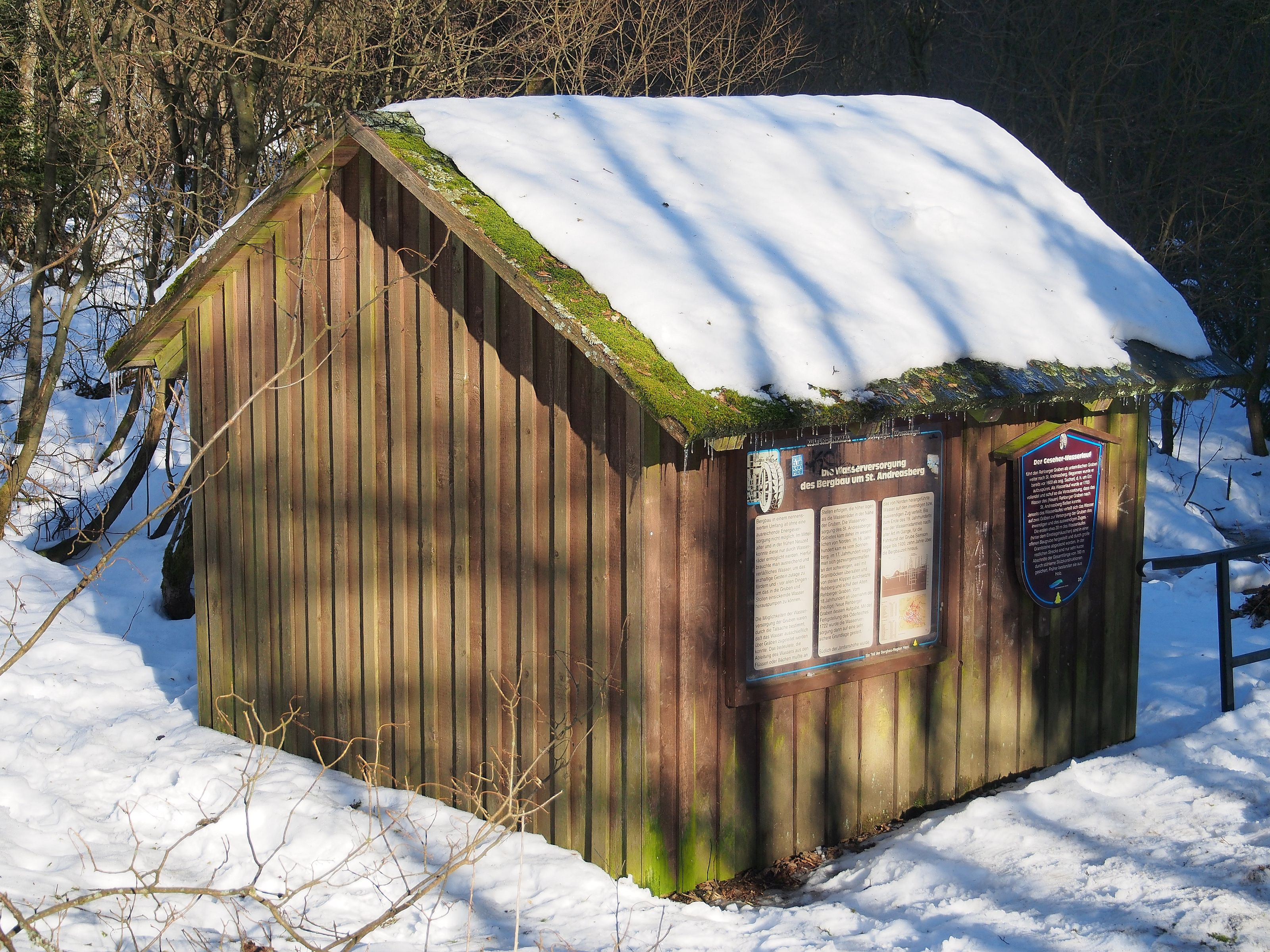
Gerätehütte am Ende des Rehberger Grabens und Übergang zum Geseher-Wasserlauf

Der Rehberger Graben (auch Neuer Rehberger Graben) ist ein von den Sankt Andreasberger Bergleuten erbauter Wassergraben und ein wichtiger Bestandteil des Oberharzer Wasserregals. Er wurde Ende des 17. Jahrhunderts angelegt, um Wasser der Oder nach Sankt Andreasberg umzuleiten, wo es zur Energieversorgung mittels Wasserrädern in den dortigen Bergwerken genutzt wurde.
Er ist ein wesentlicher Bestandteil des UNESCO-Weltkulturerbes Bergwerk Rammelsberg, Altstadt von Goslar und Oberharzer Wasserwirtschaft.
Der Rehberger Graben ist Bestandteil der Welterbe-Route des UNESCO-Welterbes im Harz.

## Verlauf
Der Rehberger Graben ist 7,25 km lang und verläuft vom Oderteich entlang der Ostseite des 893 m ü. NN hohen Rehbergs bis zur Jordanshöhe kurz vor Sankt Andreasberg. Von dort verläuft er unterirdisch durch den 760 m langen Tiefen Gesehr Wasserlauf (Fertigstellung 1699, Gefälle von ca. 8 m) nach Sankt Andreasberg. Zunächst gelangt das Wasser über eine Rohrleitung zum Kraftwerk Grundstraße, dann zum Kraftwerk Teichtal. Etwas unterhalb des Kraftwerks wird der Wasserstrom geteilt: der größere Teil gelangt in den Samsoner Obergraben (Kraftwerk Grüner Hirsch, Silberhütte und Sperrluttertal), der kleinere in den Hilfe-Gottes-Teich (Kraftwerk Sieberstollen). Beide Teilströme werden durch einen Graben bzw. eine Rohrleitung zur Grube Samson geführt. Hier stürzt das Wasser über zwei Rohre auf die Turbinen. In 130 m Teufe befindet sich das Kraftwerk Grüner Hirsch, dessen Wasser durch den 1,4 km langen Grünhirscher Stollen (Gesamtlänge 10,2 km) zur Sperrlutter abgeleitet wird. Auf dem Betriebsgelände der Paintball Oberharz GmbH (früher Holzwerk Egon Raschke, Werk II) beginnt der Graben zum Kraftwerk Silberhütte. Kurz darauf führt ein 2 km langer Graben oberhalb der Sperrlutter das Wasser zum Kraftwerk Sperrluttertal (Eckold, alle anderen Kraftwerke: Harz Energie GmbH & Co. KG). Von hier kann das Wasser bei Bedarf durch einen Stollen in die Odertalsperre gelangen oder über die Sperrlutter in die Oder fließen.
Der Teilstrom aus dem Hilfe-Gottes-Teich versorgt das Kraftwerk Sieberstollen in einer Teufe von 190 m und wird über den 3,1 km langen Sieberstollen (Gesamtlänge 13,1 km) in die Sieber entwässert.
Neben der eigentlichen Quelle – dem Oderteich – wird der Rehberger Graben noch von weiteren Bächen gespeist, von denen die größten die Hühnerbrühe und der Rehbach nahe dem Oderteich und der 4,2 km lange Sonnenberger Graben (erbaut im 16. Jahrhundert) unterhalb des Internationalen Hauses Sonnenberg sind.

## Geschichte
Bereits von 1602 bis 1604 wurde eine erste Version des Rehberger Grabens etwa 30 m oberhalb des heutigen Grabens errichtet. Es handelte sich um eine reine Holzrinnenkonstruktion, die aus 9,6 m (5 Lachter) langen und 68 cm (28 Zoll) breiten Segmenten gefertigt wurde. Da das Holz ständig erneuert werden musste, der Graben im Sommer oftmals austrocknete und im Winter zufror, begann man entsprechend den Vermessungen von Christian Zacharias Koch im Jahre 1699 mit dem Bau des heutigen Grabens. Richter Meyer schlug 1694 vor, den Tiefen Wasserlauf endlich durchzutreiben, um auch die Wasser der Oder zu erreichen.
Der (neue) Rehberger Graben wurde am 11. Oktober 1703 vollendet, jedoch wurden in den Folgejahren regelmäßig Änderungen und Verbesserungen vorgenommen. Der Graben wurde systematisch ausgemauert und teilweise durch Felsblöcke, die bei den Sprengarbeiten gewonnen wurden, überdeckt und so auf etwa 35 % seiner Strecke vor Verschüttung und winterlichem Frost geschützt. Der Rehberger Graben ist ein sehr dauerhaftes Bauwerk, das auch heute noch mit nur sehr geringer Wartung unverändert funktioniert.
Das Grabenbauwerk wurde über Kilometer hinweg mit einem einheitlichen Gefälle von ca. 5 ‰ versehen und hat damit auf seiner gesamten Länge von 7,2 km einen Höhenunterschied von 37 m.
Ursprünglich wurde der Rehberger Graben und sein Vorgänger angelegt, um das Wasser an der Ostseite des Rehberges zu sammeln und von dort zu den Bergwerken in Sankt Andreasberg zu leiten, wo es dem Antrieb der Wasserräder diente. Nach Fertigstellung des Oderteiches erhöhte sich die Wassermenge durch Zuflüsse von der Ostseite des Bruchbergs und der Westseite des Brockens deutlich. Auch gab es durch die Wasserstauung in Trockenzeiten praktisch keine Stillstände im Bergbau mehr. Der Graben hat eine Durchflusskapazität von ungefähr 400 l/s. Insgesamt war der Rehberger Graben von zentraler Bedeutung für den Bergbau in Sankt Andreasberg. Heute treibt das Wasser des Rehberger Grabens noch sechs kleinere Wasserkraftwerke an.

## Heutige Nutzung

### Rehberger Grabenweg
Unmittelbar neben dem Graben wurde ein fahrwegbreiter Inspektionsweg angelegt, der unter dem Namen Rehberger Grabenweg als beliebter Rad- und Wanderweg bekannt ist. Im Verlauf des Rehberger Grabenweges sind zahlreiche Informationstafeln angebracht, die über den Graben und die ihn umgebende Natur informieren (WasserWanderWege). Er führt, wie der Rehberger Graben auch, 7,25 Kilometer vom Oderteichdamm zur Jordanshöhe, weitere 1,5 Kilometer sind es bis zum Zentrum Sankt Andreasbergs. Der Weg ist für Radfahrer besonders geeignet, da er, ähnlich einem Bahntrassenradweg, kaum Steigung aufweist. Der Rehberger Grabenweg ist Teil der südlichen Brockenumgehung des Harzer Hexenstieges.

### Rehberger Grabenhaus
Nach etwa 5,8 Kilometer vom Oderteich kommt man zum Rehberger Grabenhaus. Es ist heute ein gern besuchtes Ausflugslokal, von dem man an Winterabenden die Wildfütterung aus nächster Nähe beobachten kann.

### Goetheplatz
Auch Goethe wanderte 1783 (2. Harzreise) und 1784 (3. Harzreise) auf diesem Weg. Er ließ sich vom Vizeberghauptmann Friedrich Wilhelm Heinrich von Trebra den am heutigen Goetheplatz (ein ehemaliger Steinbruch zur Gewinnung der Abdeckplatten für den Rehberger Graben) von diesem entdeckten Kontakt zwischen Granit (einem ultrasauren magmatischen Gestein) und einer metamorphen Grauwacke, dem Hornfels, zeigen (siehe Inschrift auf dem Schild am Goetheplatz).
Trebra ließ zwei große Stücke aus dem Kontakt am Rehberger Graben herauspräparieren und schenkte sie Goethe 30 Jahre später, der sie in zwei Kaffeetische hat einarbeiten lassen. Einer davon ist auf dem Schild am Goetheplatz abgebildet und befindet sich heute in der Mineralogischen Sammlung der Friedrich-Schiller-Universität Jena. Der zweite Tisch befindet sich heute im 1. Obergeschoss von Goethes Gartenhaus in Weimar.
Goethe war seinerzeit ein Anhänger des Neptunismus, der Theorie, die behauptet, dass alle Gesteine aus den Weltmeeren kommen. Er beobachtete am freigeliegenden Felsen, wie sich durch das Eindringen glutflüssigen Granites in das ältere Schiefer- und Grauwackengestein der sehr harte und zähe Hornfels gebildet hatte. Er meinte, dass diese Stelle den Neptunismus belege, da der Granit als Urgestein aus dem Meer (wohl wegen des körnigen Aufbaus aus den Bestandteilen Quarz, Feldspat und Glimmer) von einem ebenfalls aus dem Meer stammenden körnigen Gestein, der Grauwacke überlagert wird. Er irrte, da der Granit als magmatisches Gestein zur Grauwacke vor 295 Mio. Jahren aufstieg und diese Grauwacke dann metamorph zum Hornfels umwandelte. Erst kurz vor seinem Tod korrigierte Goethe seine Ansicht, die nicht mehr zu halten war. 
Im Mai 2010 wurde der Goetheplatz als Harzer Geotop des Jahres ausgewiesen.
Direkt oberhalb des Goetheplatzes befand sich bis 2014 die Wilhelm-Block-Hütte, die älteste Hütte des Harzklub-Zweigvereins Sankt Andreasberg überhaupt. Diese Hütte wurde vom Nationalpark Harz abgebaut. Direkt an dieser ehemaligen Hütte vorbei verläuft ein insbesondere im Winter nur schwer begehbarer Weg vom Goetheplatz hinauf zum Rehberger Planweg.

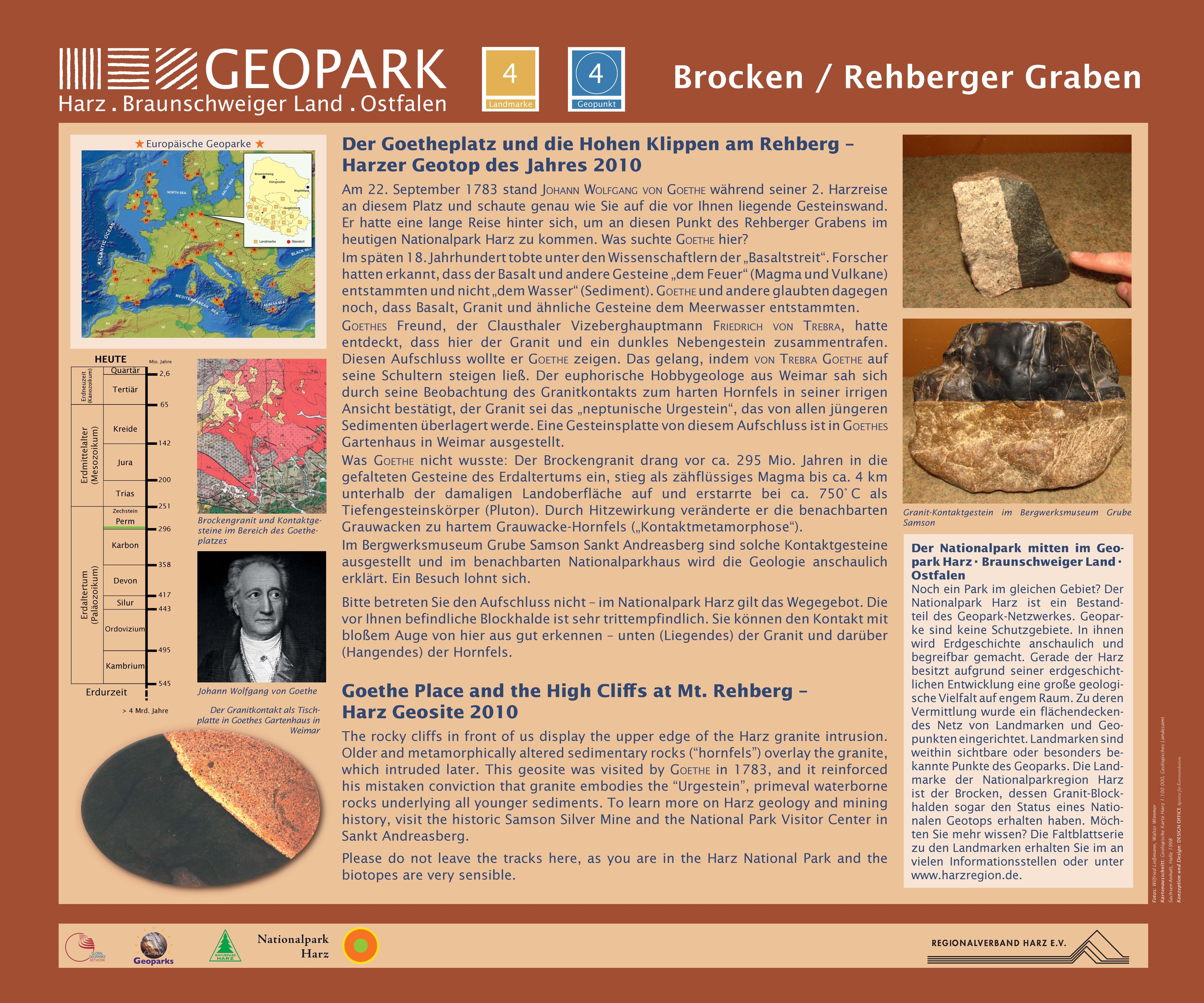
Schild am Goetheplatz
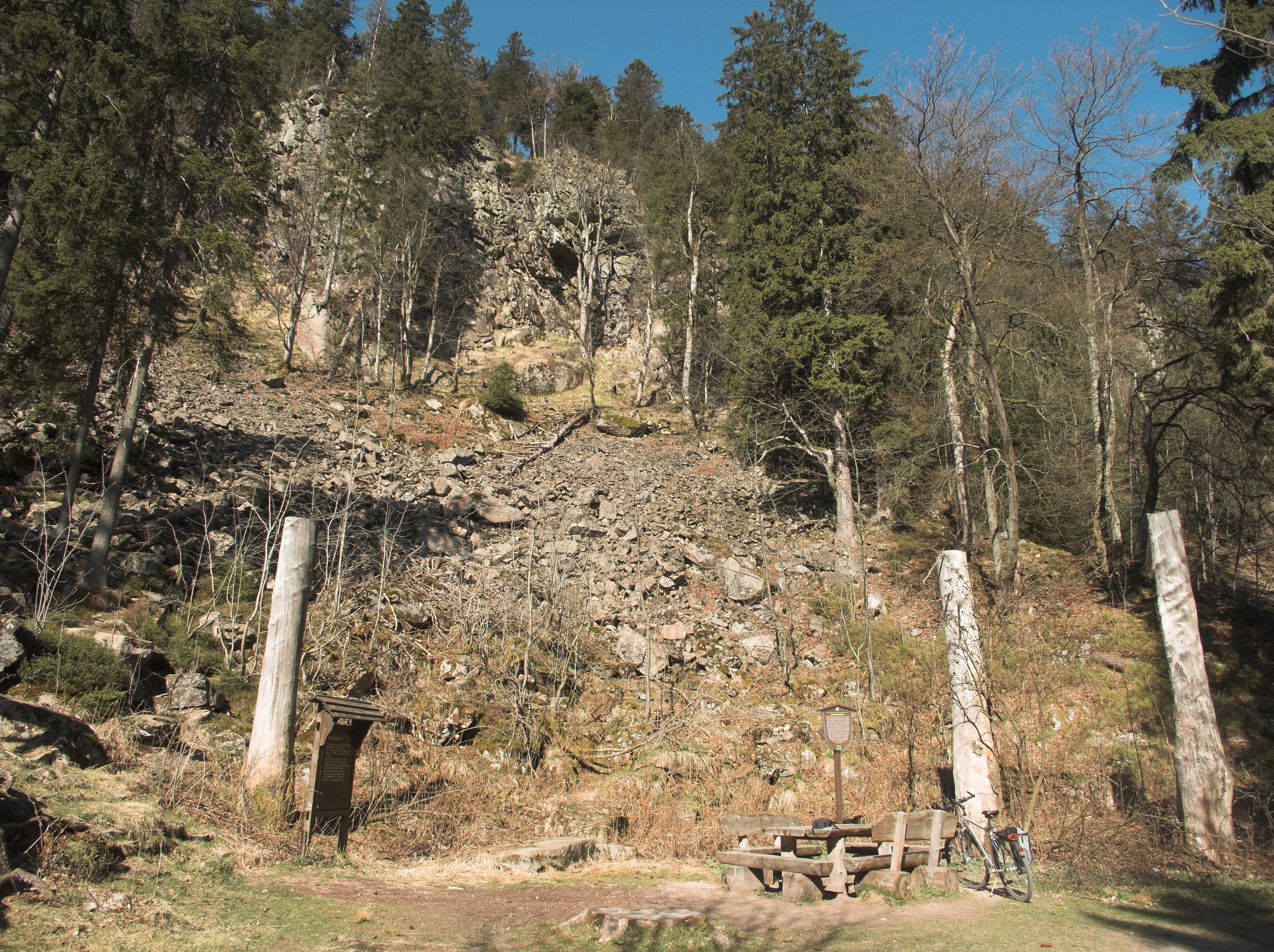
Goetheplatz
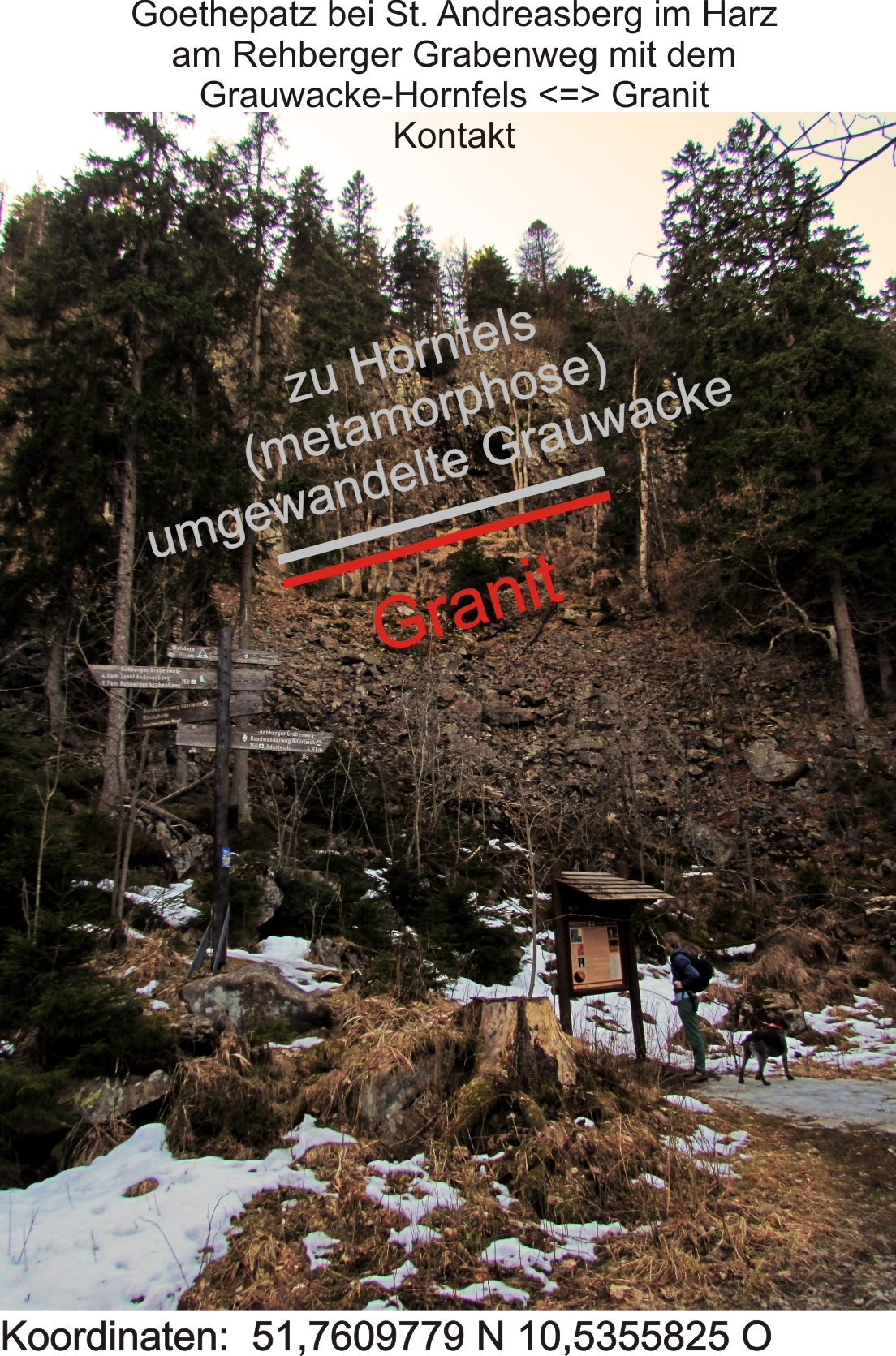
Geologisch bedeutsame Kontaktstelle zwischen Granit und Hornfels am Goetheplatz